# Stenia obscura
Stenia obscura là một loài bướm đêm trong họ Crambidae.